# Église Sainte-Barbe de Gilly
L’église Sainte-Barbe est un édifice religieux catholique situé à Gilly, section de la ville belge de Charleroi, dans la province de Hainaut.

## Histoire
À partir de 1850, la région de Charleroi connaît un important essor commercial et industriel, entraînant une forte croissance démographique. À Gilly, la population passe de 8 200 habitants en 1852 à 15 400 en 1866, rendant l'église Saint-Remy au Village insuffisante pour accueillir tous les paroissiens.
Nicolas Decoux, médecin, légua une somme de 6 000 francs à son décès le 21 juin 1860 pour la construction de la nouvelle église. Jacques Cornil, industriel, mourut le 28 janvier 1861, laissant une somme de 10 000 francs pour le même projet. La communauté de Gilly contribua également avec 15 145 francs et 62 centimes. Plusieurs notables soutiennent l'initiative, d'autant plus que la commune a bénéficié de deux legs significatifs pour l'époque, destinés à l'édification d'une église au quartier des Haies : 6 000 francs du docteur Nicolas Decoux et 10 000 francs de l'industriel Jacques Cornil. Le principe de la construction étant établi, l'architecte du quartier, Maximilien Pasquet, né à Gilly le 11 août 1811 et décédé dans la même commune le 14 septembre 1888, fut chargé de concevoir les plans.
Le 30 mars 1861, l'emplacement proposé fut sélectionné dans un périmètre délimité par la chaussée de Lodelinsart, la rue des Sept Action et la rue Tourelle, en face de l'entrée de la chaussée de Ransart. Les travaux de construction furent attribués le 1er septembre 1862 aux frères Victor et Clément Maillien, entrepreneurs spécialisés dans les travaux publics.
Le 14 juin 1862, le Conseil communal approuve finalement le projet de l'architecte, incluant le choix du lieu d'implantation, après de nombreuses discussions. Le 11 juillet 1862, le Conseil provincial du Hainaut valide cette décision sans objection et accorde une subvention de 15 145 francs au budget communal pour la construction. Un arrêté royal du 3 novembre 1862 autorise la commune à construire une église dans la section des Haies, selon le plan modifié par la Commission royale des monuments.
Le 19 décembre 1862, à Charleroi, on enregistre le plan des terrains à acquérir pour construire l'église et créer une place publique entre l'édifice religieux et la chaussée de Lodelinsart, prévue pour accueillir un marché et des jeux de balle. La pose de la première pierre est marquée par des festivités impressionnantes. Le 24 mars 1863, la première pierre et la plaque commémorative, ornées de drapeaux tricolores belges, sont prêtes dans la cour de l'hôtel de ville. À 17 heures, un coup de canon annonce le départ du cortège vers le chantier. La pierre, portée par des maçons de l'entreprise de construction, est accompagnée des champarteurs, de l'architecte, des membres du conseil communal et de la brigade de gendarmerie locale. La société musicale du hameau des Haies joue l'hymne national ainsi que ses meilleures marches. Un coup de canon confirme l'arrivée sur le chantier, où le maire J.-Bte. Genard prononce un discours avant de poser la première pierre.
Pour exprimer leur satisfaction d'avoir un lieu de culte catholique à proximité de leur domicile, des collecteurs ont rassemblé, lors d'une souscription publique, une somme de 36 000 francs auprès des futurs paroissiens et des concitoyens gilliciens.
Un arrêté royal du 26 juillet 1866, publié au Moniteur belge le 31 juillet de la même année, stipule que l'église des Haies à Gilly est détachée de l'église Saint-Remy et devient une succursale indépendante. Le premier curé, Jean-Baptiste Van Pevenage, est désigné par ordonnance épiscopale le 10 août 1866, et la fabrique d'église est officiellement constituée
Parmi ses membres, on compte notamment le bourgmestre J.-B. Genard, le notaire Horace Piérard, le docteur Derbaix et l'architecte Pasquet. En ce qui concerne le choix du lieu d'implantation, il a suscité, comme mentionné précédemment, de nombreuses polémiques entre les mandataires communaux, les notables et les habitants du quartier. 
Gaspard-Joseph Labis (1792-1872), évêque de Tournai, désigna Jean-Baptiste Van Pevenage comme premier curé. Celui-ci occupa cette fonction depuis la fondation de la paroisse jusqu'en 1878.
Louis Vanderlinden commence son rôle de vicaire dès le début. Il succède à Jean-Baptiste van Pevenage et occupe le poste de curé de la paroisse jusqu'en 1895. L'église a été rénovée entre 2005 et 2011, suivie d'une célébration.

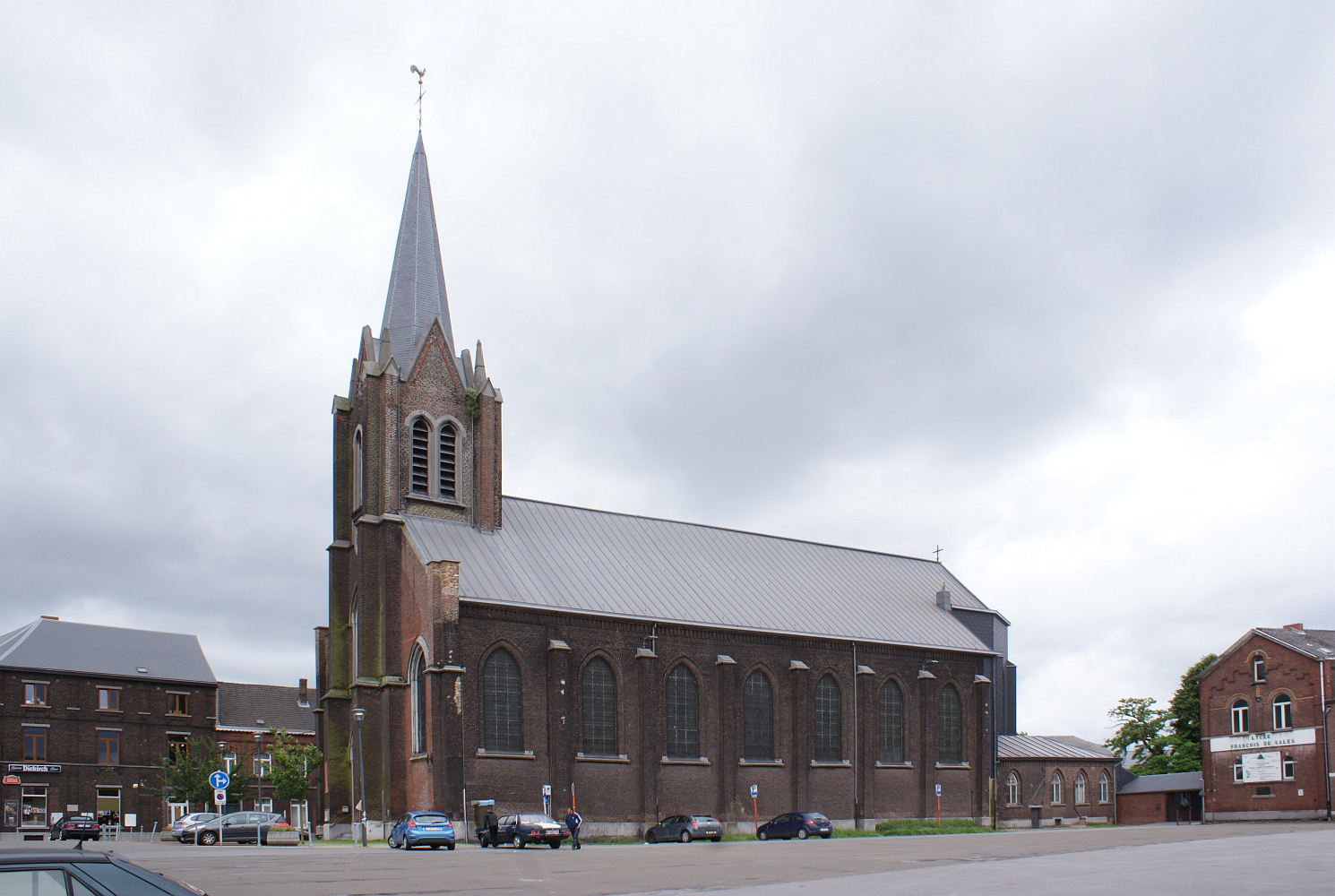
Vue latérale.

## Architecture
Cette église de style néo-gothique, construite en brique entre 1863 et 1866, se distingue par sa tour pignon à l'avant. Derrière celle-ci, on découvre une nef centrale, flanquée de bas-côtés gauche et droit, et un chœur à l'arrière.

### Intérieur

#### Chœur
Le maître-autel date de 1925 et a été réalisé par la Cuivrerie Saint-Eloi de Roubaix, sur les dessins de son directeur artistique, Lucien François. Il est en marbre avec des piliers de soutien en laiton et porte l'inscription : ECCE PANIS ANGELORUM FACTUS CIBUS VIATORUM VERE PANIS FILIORUM (Traduction : Voici le pain des anges devenu la nourriture des pèlerins, vrai pain des enfants). Il s'agit d'un extrait de la séquence latine Lauda Sion. Les garnitures en laiton de la partie supérieure du retable ont malheureusement été volées à une époque récente. Cet autel remplace un ancien autel en bois datant de 1866, qui se trouve aujourd'hui dans l'église du Trieux à Montignies-sur-Sambre 

Maître-autel par la cuivrerie Saint-Eloi de Roubaix
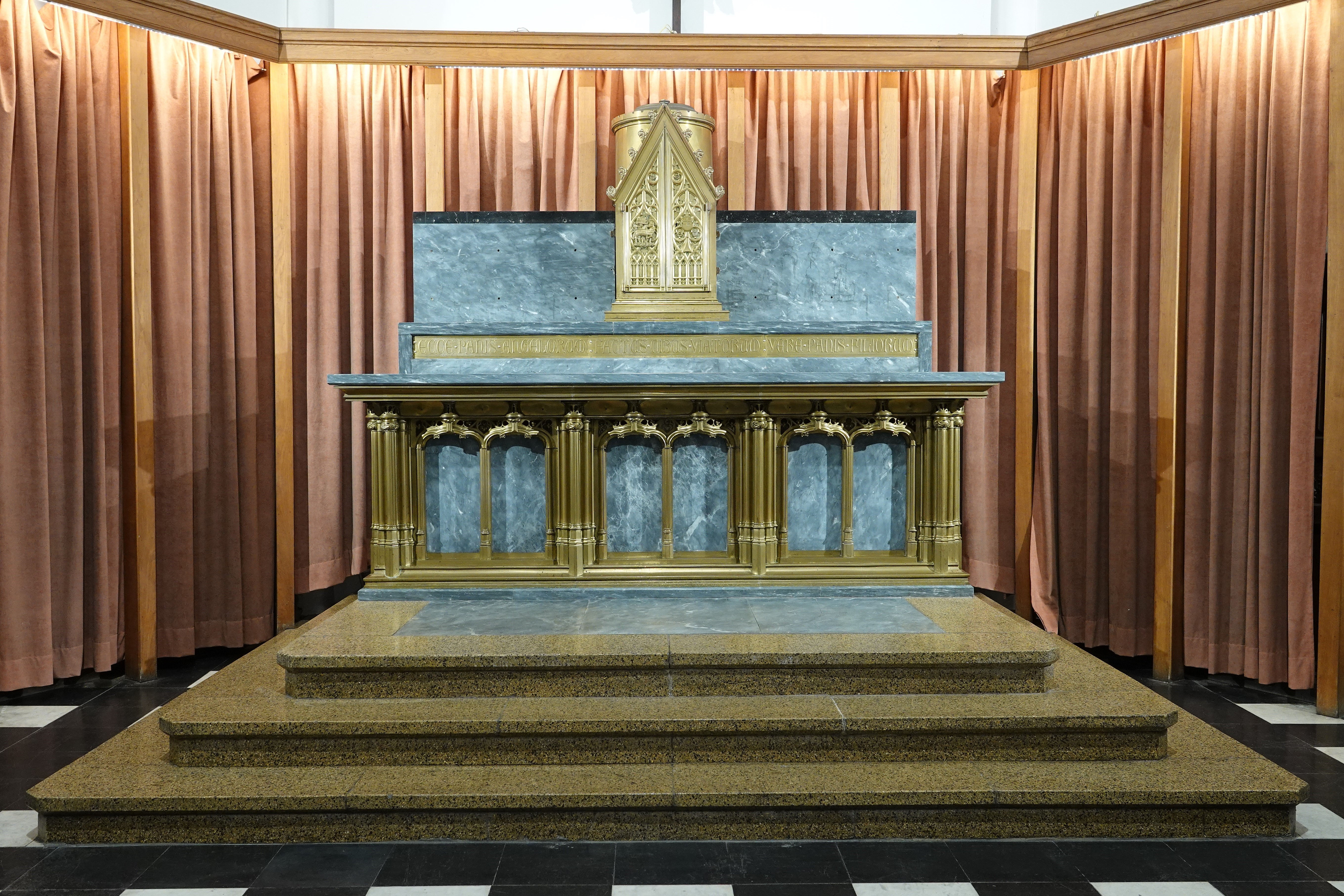
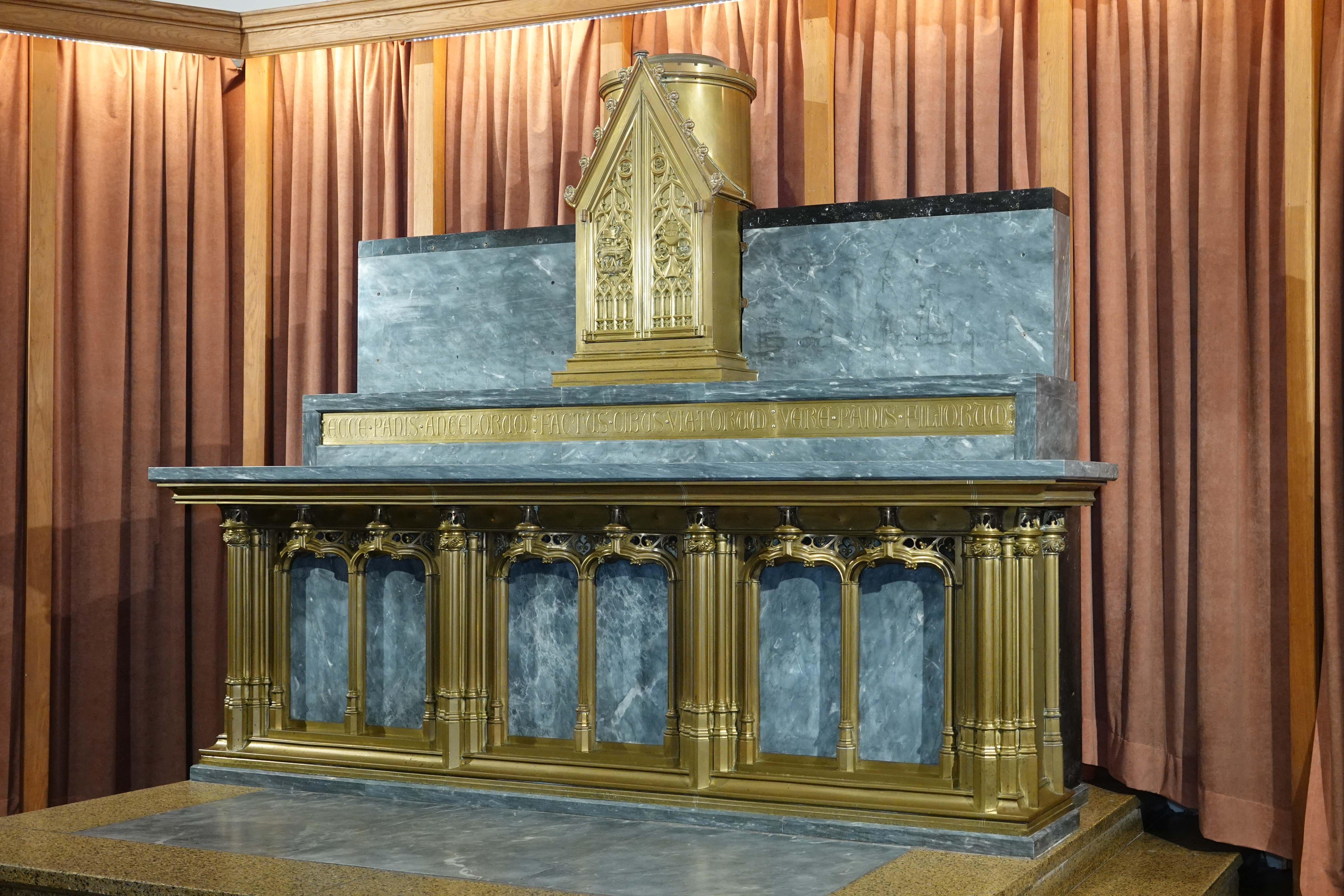
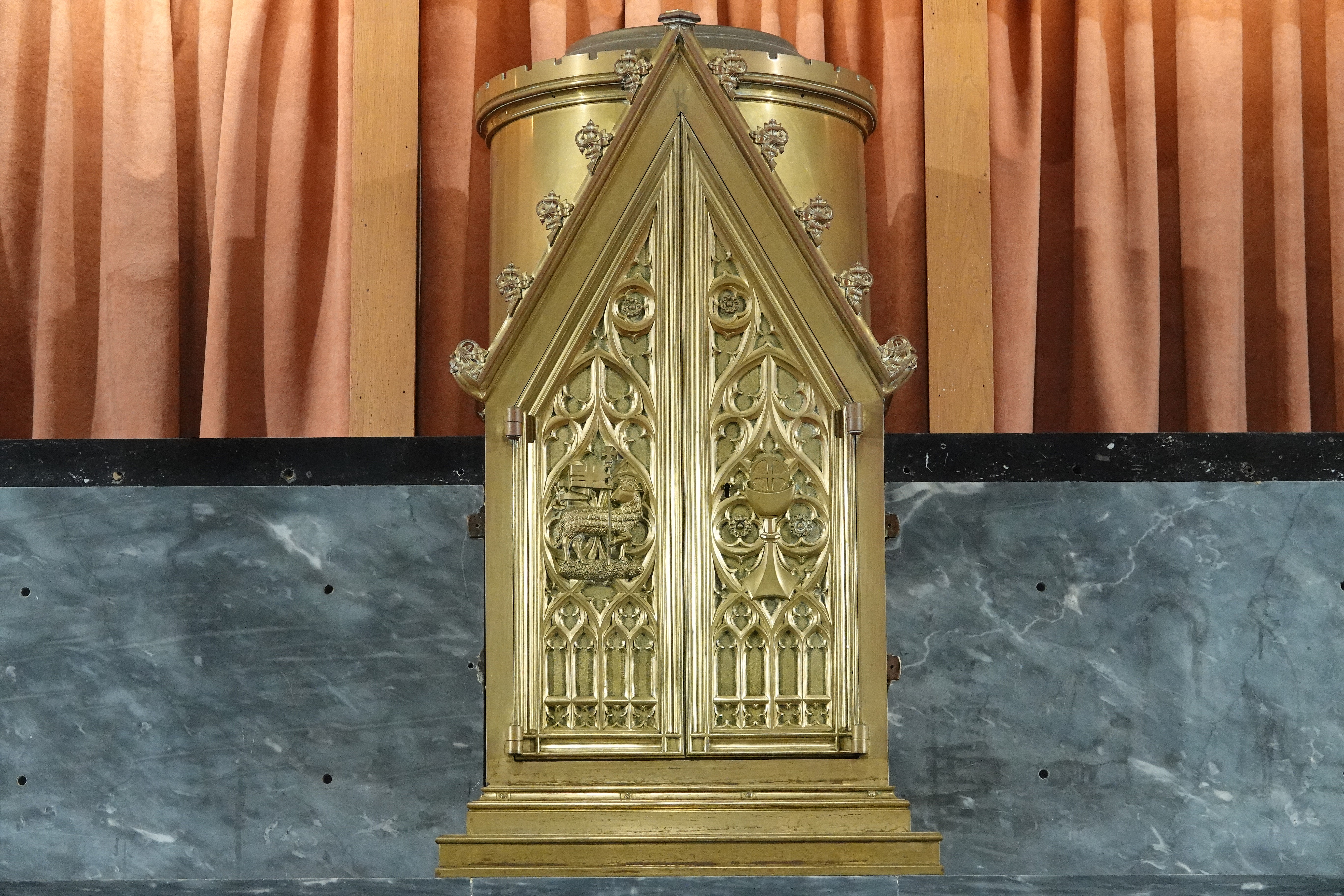

Les fonts baptismaux ont une forme octogonale et ont été taillés dans du granit en 1866. Ils étaient auparavant (jusqu'en 1969, date à laquelle le rite baptismal fut réformé) dans le baptistère, au fond de l'église.

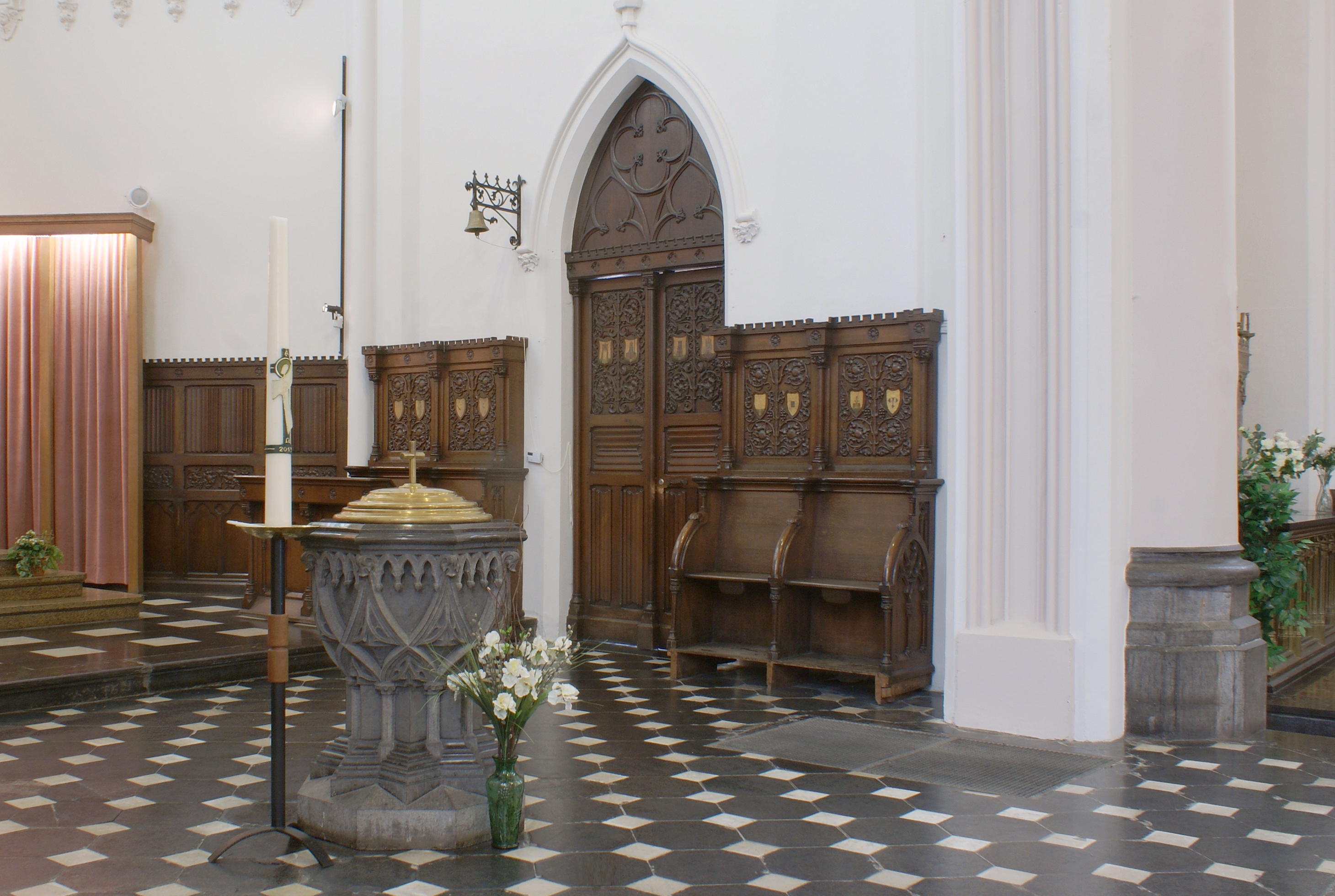
Fonts baptismaux et stalles du chœur.

#### Nef
La chaire néo-gothique, construite en 1878, est l'œuvre d'E. Delestrée. Quatre scènes de la vie de sainte-Barbe sont représentées sur la cuve. L'orgue, également de style néo-gothique, a été construit en 1892 par le célèbre facteur d'orgues bruxellois Pierre Schyven (1827, † 1916).

#### Nef côté gauche
S'y trouve l'autel de la Bienheureuse Vierge Marie construit en 1925 et réalisé par la Cuivrerie Saint-Eloi de Roubaix, sur les dessins de son directeur artistique, Lucien François. La conception est similaire à l'autel principal, mais les dimensions sont plus petites.

#### Nef côté droit

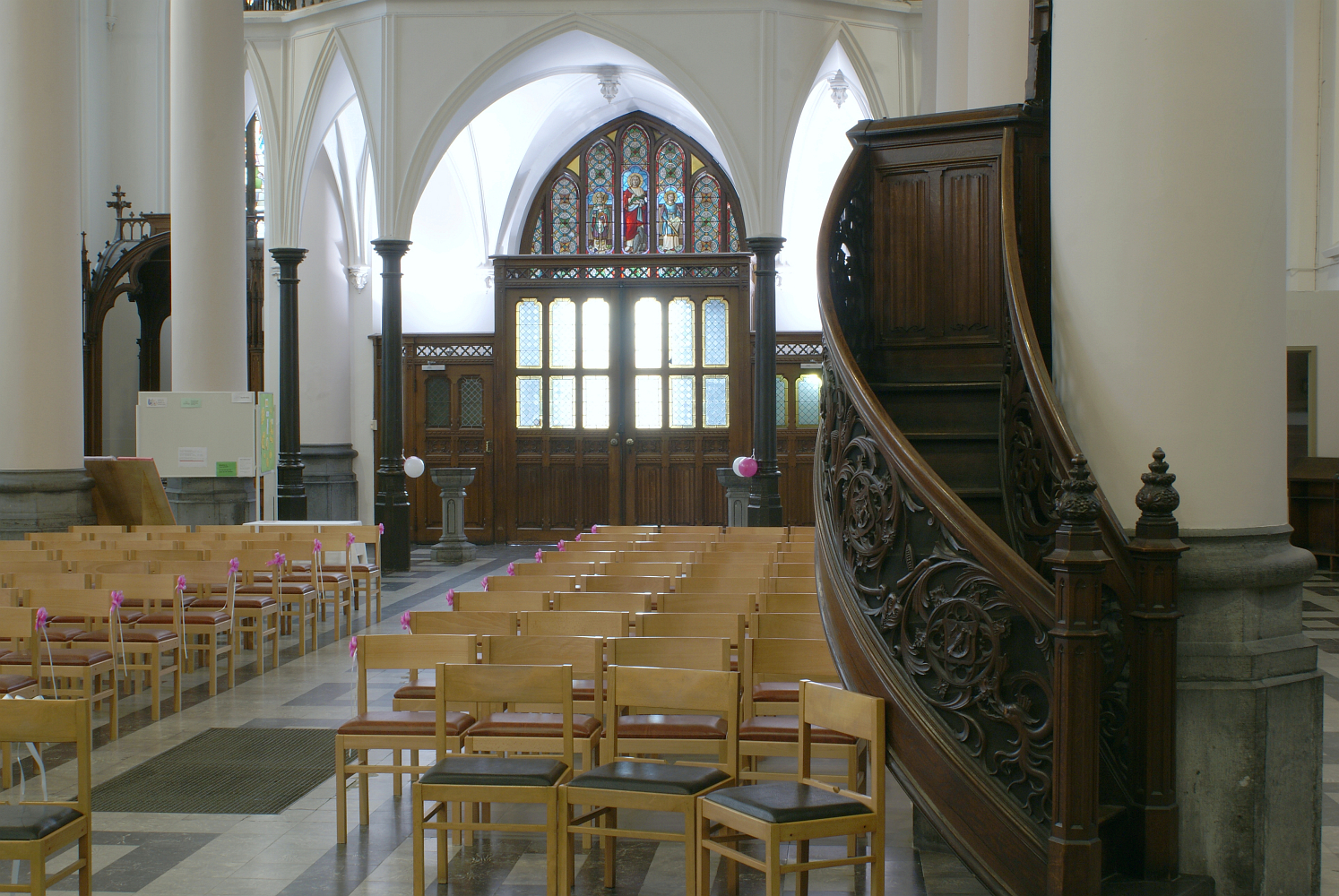
Vue vers l'entrée.

Dans la nef droite, est situé l'autel de Sainte Barbe. Celle-ci date également de 1925 et, comme les autres, a été construite selon les plans du même architecte. Il a une très forte ressemblance avec l'autel de l'allée gauche, étant entendu que le marbre rouge était utilisé pour l'allée droite, tandis que le gris était utilisé dans l'allée gauche.

#### Vitraux
Les vitraux du chœur sont de style néo-gothique. Celle du milieu représente le Christ crucifié, entouré de la Sainte Vierge et de Saint Jean. Cette fenêtre date de 1924. Le vitrail de gauche réalisé en 1896 représente Saint Paul (donation de Leonis Mondron & Valentinae Lambert), et le vitrail de droite Sainte Alena (donation de Pauli Lambert & Alenae Mondron) (réalisé en 1896).
Les vitraux des bas-côtés datent tous de 1900. Ils ont été réalisés dans le style néo-gothique par le peintre vitrier Charles Fontana. Dans la nef gauche, en partant de l'autel, on peut voir les scènes suivantes : saint Charles-Borromée, sainte Eugénie, saint François Xavier, sainte Thérèse d'Avila, sainte Marguerite, saint Antoine de Padoue, sainte Barbe et Notre-Dame de Lourdes. Dans la nef droite, à partir de l'autel, on peut voir : Saint Louis de Gonzague, le Sacré-Cœur de Marie, St. Jacques, St. Joseph, St. Jean Baptiste, St. Pierre, St. Mathieu et le Sacré-Cœur de Jésus.

#### Mémorial
Dans la nef droite se trouve une plaque à la mémoire des 32 victimes de la première guerre mondiale.